# Versen om ahl al-dhikr

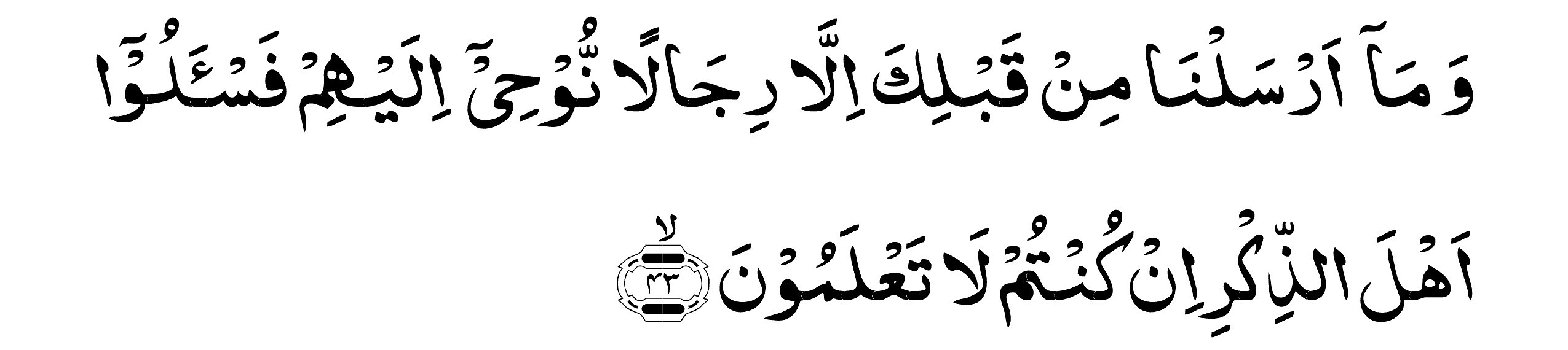
Vers 16:43 på arabiska.

Versen om ahl al-dhikr (arabiska: آية أهل الذكر) är en vers (se 16:43 och 21:7) i Koranen i vilken det uppmanas att man frågar ahl al-dhikr (arabiska: أهل الذكر, De som vet eller Påminnelsens folk) om man saknar kunskap. Denna vers kan ha uppenbarats för att introducera familjen av den islamiske profeten Muhammeds hus – ahl al-bayt. Den påtagliga betydelsen av versen är att man ska fråga de med kunskap om man saknar kunskap. Korankommentatorer har olika åsikter gällande termen ahl al-dhikr (påminnelsens folk). Vissa säger att det är de som har kunskap, och vissa säger att de är bokens folk (ahl al-kitab). I många traditioner har det nämnts att de är shiaimamerna eftersom de anses ha fullständig kunskap om Koranen.
Koranen har nämnt i flera verser att bokens folk (bland annat judar och kristna) förvrängt Guds ord, och att de själva skrivit sina religiösa böcker och påstått att böckerna var från Gud. Koranen refererar även till deras lögner och att de vänt på sanningen upp och ned. Med tanke på detta är det osannolikt att Koranen instruerat muslimerna att de skulle referera till bokens folk gällande saker som muslimerna själva är förvirrade om. I boken Sahih al-Bukhari har det återberättats från Muhammed att han sagt att man inte ska tro på bokens folk, och att man inte heller ska anse dem vara lögnare. Utan man ska istället säga att man tror på Gud och det som har uppenbarats.